# Jammalamadugu
Jammalamadugu è una suddivisione dell'India, classificata come census town, di 40.502 abitanti, situata nel distretto di Kadapa, nello stato federato dell'Andhra Pradesh. In base al numero di abitanti la città rientra nella classe III (da 20.000 a 49.999 persone).

## Geografia fisica
La città è situata a 14° 49' 60 N e 78° 24' 0 E e ha un'altitudine di 168 m s.l.m..

## Società

### Evoluzione demografica
Al censimento del 2001 la popolazione di Jammalamadugu assommava a 40.502 persone, delle quali 19.987 maschi e 20.515 femmine. I bambini di età inferiore o uguale ai sei anni assommavano a 4.656, dei quali 2.344 maschi e 2.312 femmine. Infine, coloro che erano in grado di saper almeno leggere e scrivere erano 26.005, dei quali 14.865 maschi e 11.140 femmine.